# Modèle North American Mesoscale
Pour les articles homonymes, voir NAM.
Le modèle North American Mesoscale (NAM) est un modèle de prévision numérique du temps géré par les National Centers for Environmental Prediction (NCEP) pour les prévisions météorologiques à court terme. En 2021, les sorties des modèles Weather Research and Forecasting (WRF) et NMM (Non-hydrostatic Mesoscale Model) sert d'analyse primaire au modèle NAM.

## Description
Le NAM est exécuté quatre fois par jour (00 h, 06 h, 12 h et 18 h UTC) pour donner une prévision de 84 heures, avec une résolution horizontale de 12 km et une résolution temporelle de trois heures sur la grille couvrant l'Amérique du Nord. La résolution est de 3 km sur l'Alaska, le CONUS, Hawaï et Porto Rico pour des prévisions de 60 heures et même jusqu'à 1,5 km pour des régions d'intérêt particulier.
Fournissant des détails plus fins que les autres modèles de prévision opérationnels du NCEP, il sert également à la production d'une prévision d'ensembles connu sous le nom de « Short Range Ensemble Forecast » (SREF).